# Cinquè districte electoral de Barcelona
El cinquè districte de Barcelona o districte de Barcelona V fou una circumscripció electoral del Congrés dels Diputats utilitzada en les eleccions generals espanyoles entre 1871 i 1876. Es tractava d'un districte uninominal, ja que només era representat per un sol diputat.
L'any 1878 es va aprovar una nova llei electoral que va fusionar els cinc districtes de Barcelona en un districte plurinominal de 5 escons.

## Àmbit geogràfic
El districte comprenia el sud del Raval, el Poble Sec i Hostafrancs.

## Diputats electes
| Elecció | Elecció    | Diputat                  | Partit/Ideologia                    |
| ------- | ---------- | ------------------------ | ----------------------------------- |
|         | 1871       | Blas Pierrard Alcedar    | Partit Progressista                 |
|         | Abril 1872 | Santiago Soler i Pla     | Partit Republicà Democràtic Federal |
|         | 1876       | Emilio Castelar y Ripoll | Liberal                             |

## Resultats electorals

### Dècada de 1870
| Eleccions generals del 20/01/1876 |                   |                          |        |      |
| Partit/Ideologia                  | Partit/Ideologia  | Candidat                 | Vots   | %    |
|                                   | Liberal           | Emilio Castelar y Ripoll | 2.041  | 44,6 |
|                                   | Altres            | Altres                   | 2.532  | 55,4 |
| Total                             | Total             | Total                    | 4.573  | 100  |
| Cens/participació                 | Cens/participació | Cens/participació        | 14.328 | 31,9 |

| Eleccions generals del 10/05/1873 |                                     |                      |        |      |
| Partit/Ideologia                  | Partit/Ideologia                    | Candidat             | Vots   | %    |
|                                   | Partit Republicà Democràtic Federal | Santiago Soler i Pla | 5.298  | 86,6 |
|                                   | Altres                              | Altres               | 818    | 13,4 |
| Total                             | Total                               | Total                | 6.116  | 100  |
| Cens/participació                 | Cens/participació                   | Cens/participació    | 18.715 | 32,7 |

| Eleccions generals del 24/08/1872 |                                     |                      |        |      |
| Partit/Ideologia                  | Partit/Ideologia                    | Candidat             | Vots   | %    |
|                                   | Partit Republicà Democràtic Federal | Santiago Soler i Pla | 1.701  | 70,6 |
|                                   | Altres                              | Altres               | 709    | 29,4 |
| Total                             | Total                               | Total                | 2.410  | 100  |
| Cens/participació                 | Cens/participació                   | Cens/participació    | 14.624 | 16,5 |

| Eleccions generals del 03/04/1872 |                                     |                      |        |      |
| Partit/Ideologia                  | Partit/Ideologia                    | Candidat             | Vots   | %    |
|                                   | Partit Republicà Democràtic Federal | Santiago Soler i Pla | 2.947  | 74,9 |
|                                   | Altres                              | Altres               | 985    | 25,1 |
| Total                             | Total                               | Total                | 3.932  | 100  |
| Cens/participació                 | Cens/participació                   | Cens/participació    | 14.502 | 27,1 |

| Eleccions generals del 08/03/1871 |                     |                       |        |      |
| Partit/Ideologia                  | Partit/Ideologia    | Candidat              | Vots   | %    |
|                                   | Partit Progressista | Blas Pierrard Alcedar | 3.622  | 71,3 |
|                                   | Altres              | Altres                | 1.461  | 28,7 |
| Total                             | Total               | Total                 | 5.083  | 100  |
| Cens/participació                 | Cens/participació   | Cens/participació     | 13.693 | 37,1 |